# Les Combes
 Les Combes  es una comuna y población de Francia, en la región de Franco Condado, departamento de Doubs, en el distrito de Pontarlier y cantón de Morteau.
Su población en el censo de 1999 era de 598 habitantes.
Está integrada en la Communauté de communes du Canton de Morteau .

## Demografía[3]
| 546 | 583 | 540 | 559 | 579 | 554 | 608 | 633 | 600 | 578 | 630 | 562 | 573 | 652 | 648 | 617 | 582 | 604 | 580 | 535 | 511 | 481 | 482 | 461 | 480 | 469 | 406 | 398 | 389 | 393 | 508 | 598 | 694 |
| Para los censos de 1962 a 1999 la población legal corresponde a la población sin duplicidades (Fuente: INSEE [Consultar]) |     |     |     |     |     |     |     |     |     |     |     |     |     |     |     |     |     |     |     |     |     |     |     |     |     |     |     |     |     |     |     |     |